# Selección de fútbol de Brunéi
La selección de fútbol de Brunéi es el equipo representativo del país en las competiciones oficiales, está organizada por la Asociación de Fútbol de Brunéi Darussalam y es miembro de FIFA y de la AFC. Fue fundada en 1959 y se afilió a la FIFA en 1969.
Es una selección prácticamente sin historia internacional, siendo considerada como una de las más débiles del mundo, en marzo de 2009 se encontraba en el puesto 199 de la clasificación mundial de la FIFA. Nunca se ha clasificado para una Copa Mundial de Fútbol ni a la Copa Asiática. El equipo pudo soñar por un momento en clasificar al campeonato del sudeste de Asia de 2016, ya que empezó con una victoria frente a la selección de Timor Oriental por 2:1, estos sueños se hicieron más pequeños tras caer por goleada 3:0 ante los locales, Camboya, finalmente el equipo a pesar de convertir 3 goles, terminó perdiendo 4:3 su último partido ante Laos, quedando en tercera posición.
Actualmente se encuentra activo el mejor jugador de la historia de Brunéi, Faiq Bolkiah, que actualmente juega en el Chonburi de Tailandia, debutando a los 18 años con la selección absoluta, en el partido ante Timor Oriental ya mencionado anteriormente.

## Estadísticas

### Copa Mundial de Fútbol
| Copa Mundial de Fútbol | Copa Mundial de Fútbol  | Copa Mundial de Fútbol  | Copa Mundial de Fútbol  | Copa Mundial de Fútbol  | Copa Mundial de Fútbol  | Copa Mundial de Fútbol  | Copa Mundial de Fútbol  |              |
| Año                    | Ronda                   | J                       | G                       | E                       | P                       | GF                      | GC                      |              |
| ---------------------- | ----------------------- | ----------------------- | ----------------------- | ----------------------- | ----------------------- | ----------------------- | ----------------------- | ------------ |
| 1930 - 1970            | No existía la selección | No existía la selección | No existía la selección | No existía la selección | No existía la selección | No existía la selección | No existía la selección |              |
| 1974 - 1982            | No participó            | No participó            | No participó            | No participó            | No participó            | No participó            | No participó            |              |
| 1986                   | No clasificó            | No clasificó            | No clasificó            | No clasificó            | No clasificó            | No clasificó            | No clasificó            |              |
| 1990                   | No participó            | No participó            | No participó            | No participó            | No participó            | No participó            | No participó            |              |
| 1994                   | No participó            | No participó            | No participó            | No participó            | No participó            | No participó            | No participó            |              |
| 1998                   | No participó            | No participó            | No participó            | No participó            | No participó            | No participó            | No participó            |              |
| 2002                   | No clasificó            | No clasificó            | No clasificó            | No clasificó            | No clasificó            | No clasificó            | No clasificó            |              |
| 2006                   | No participó            | No participó            | No participó            | No participó            | No participó            | No participó            | No participó            |              |
| 2010                   | No participó            | No participó            | No participó            | No participó            | No participó            | No participó            | No participó            |              |
| 2014                   | Suspendido              | Suspendido              | Suspendido              | Suspendido              | Suspendido              | Suspendido              | Suspendido              |              |
| 2018                   | No clasificó            | No clasificó            | No clasificó            | No clasificó            | No clasificó            | No clasificó            | No clasificó            | No clasificó |
| 2022                   | No clasificó            | No clasificó            | No clasificó            | No clasificó            | No clasificó            | No clasificó            | No clasificó            | No clasificó |
| 2026                   | No clasificó            | No clasificó            | No clasificó            | No clasificó            | No clasificó            | No clasificó            | No clasificó            | No clasificó |
| 2030                   | Por disputarse          | Por disputarse          | Por disputarse          | Por disputarse          | Por disputarse          | Por disputarse          | Por disputarse          |              |
| Total                  | 0/23                    | -                       | -                       | -                       | -                       | -                       | -                       |              |

### Copa Asiática
| Copa Asiática | Copa Asiática           | Copa Asiática           | Copa Asiática           | Copa Asiática           | Copa Asiática           | Copa Asiática           | Copa Asiática           |
| Año           | Ronda                   | J                       | G                       | E                       | P                       | GF                      | GC                      |
| ------------- | ----------------------- | ----------------------- | ----------------------- | ----------------------- | ----------------------- | ----------------------- | ----------------------- |
| 1956 - 1968   | No existía la selección | No existía la selección | No existía la selección | No existía la selección | No existía la selección | No existía la selección | No existía la selección |
| 1972          | No clasificó            | No clasificó            | No clasificó            | No clasificó            | No clasificó            | No clasificó            | No clasificó            |
| 1976          | No clasificó            | No clasificó            | No clasificó            | No clasificó            | No clasificó            | No clasificó            | No clasificó            |
| 1980          | Se retiró               | Se retiró               | Se retiró               | Se retiró               | Se retiró               | Se retiró               | Se retiró               |
| 1984          | Se retiró               | Se retiró               | Se retiró               | Se retiró               | Se retiró               | Se retiró               | Se retiró               |
| 1988          | No participó            | No participó            | No participó            | No participó            | No participó            | No participó            | No participó            |
| 1992          | No participó            | No participó            | No participó            | No participó            | No participó            | No participó            | No participó            |
| 1996          | No participó            | No participó            | No participó            | No participó            | No participó            | No participó            | No participó            |
| 2000          | No clasificó            | No clasificó            | No clasificó            | No clasificó            | No clasificó            | No clasificó            | No clasificó            |
| 2004          | No clasificó            | No clasificó            | No clasificó            | No clasificó            | No clasificó            | No clasificó            | No clasificó            |
| 2007          | No participó            | No participó            | No participó            | No participó            | No participó            | No participó            | No participó            |
| 2011          | No clasificó            | No clasificó            | No clasificó            | No clasificó            | No clasificó            | No clasificó            | No clasificó            |
| 2015          | Se retiró               | Se retiró               | Se retiró               | Se retiró               | Se retiró               | Se retiró               | Se retiró               |
| 2019          | No clasificó            | No clasificó            | No clasificó            | No clasificó            | No clasificó            | No clasificó            | No clasificó            |
| 2023          | No clasificó            | No clasificó            | No clasificó            | No clasificó            | No clasificó            | No clasificó            | No clasificó            |
| 2027          | Por disputarse          | Por disputarse          | Por disputarse          | Por disputarse          | Por disputarse          | Por disputarse          | Por disputarse          |
| Total         | 0/18                    | -                       | -                       | -                       | -                       | -                       | -                       |

## Torneos regionales

### Campeonato de Fútbol de la ASEAN
| Campeonato de Fútbol de la ASEAN | Campeonato de Fútbol de la ASEAN | Campeonato de Fútbol de la ASEAN | Campeonato de Fútbol de la ASEAN | Campeonato de Fútbol de la ASEAN | Campeonato de Fútbol de la ASEAN | Campeonato de Fútbol de la ASEAN | Campeonato de Fútbol de la ASEAN |
| Año                              | Ronda                            | J                                | G                                | E                                | P                                | GF                               | GC                               |
| -------------------------------- | -------------------------------- | -------------------------------- | -------------------------------- | -------------------------------- | -------------------------------- | -------------------------------- | -------------------------------- |
| 1996                             | Fase de grupos                   | 4                                | 1                                | 0                                | 3                                | 1                                | 15                               |
| 1998                             | No clasificó                     | No clasificó                     | No clasificó                     | No clasificó                     | No clasificó                     | No clasificó                     | No clasificó                     |
| 2000                             | Se retiró                        | Se retiró                        | Se retiró                        | Se retiró                        | Se retiró                        | Se retiró                        | Se retiró                        |
| 2002                             | No participó                     | No participó                     | No participó                     | No participó                     | No participó                     | No participó                     | No participó                     |
| 2004                             | No participó                     | No participó                     | No participó                     | No participó                     | No participó                     | No participó                     | No participó                     |
| 2007                             | No clasificó                     | No clasificó                     | No clasificó                     | No clasificó                     | No clasificó                     | No clasificó                     | No clasificó                     |
| 2008                             | No clasificó                     | No clasificó                     | No clasificó                     | No clasificó                     | No clasificó                     | No clasificó                     | No clasificó                     |
| 2010                             | Suspendido                       | Suspendido                       | Suspendido                       | Suspendido                       | Suspendido                       | Suspendido                       | Suspendido                       |
| 2012                             | No clasificó                     | No clasificó                     | No clasificó                     | No clasificó                     | No clasificó                     | No clasificó                     | No clasificó                     |
| 2014                             | No clasificó                     | No clasificó                     | No clasificó                     | No clasificó                     | No clasificó                     | No clasificó                     | No clasificó                     |
| 2016                             | No clasificó                     | No clasificó                     | No clasificó                     | No clasificó                     | No clasificó                     | No clasificó                     | No clasificó                     |
| 2018                             | No clasificó                     | No clasificó                     | No clasificó                     | No clasificó                     | No clasificó                     | No clasificó                     | No clasificó                     |
| 2020                             | Se retiró                        | Se retiró                        | Se retiró                        | Se retiró                        | Se retiró                        | Se retiró                        | Se retiró                        |
| 2022                             | Fase de grupos                   | 4                                | 0                                | 0                                | 4                                | 2                                | 22                               |
| 2024                             | No clasificó                     | No clasificó                     | No clasificó                     | No clasificó                     | No clasificó                     | No clasificó                     | No clasificó                     |
| Total                            | 2/15                             | 8                                | 1                                | 0                                | 7                                | 3                                | 37                               |

### Copa Desafío de la AFC
| Copa Desafío de la AFC | Copa Desafío de la AFC | Copa Desafío de la AFC | Copa Desafío de la AFC | Copa Desafío de la AFC | Copa Desafío de la AFC | Copa Desafío de la AFC | Copa Desafío de la AFC |
| Año                    | Ronda                  | J                      | G                      | E                      | P                      | GF                     | GC                     |
| ---------------------- | ---------------------- | ---------------------- | ---------------------- | ---------------------- | ---------------------- | ---------------------- | ---------------------- |
| 2006                   | Fase de grupos         | 3                      | 1                      | 1                      | 1                      | 2                      | 2                      |
| 2008                   | No clasificó           | No clasificó           | No clasificó           | No clasificó           | No clasificó           | No clasificó           | No clasificó           |
| 2010                   | No clasificó           | No clasificó           | No clasificó           | No clasificó           | No clasificó           | No clasificó           | No clasificó           |
| 2012                   | Suspendido             | Suspendido             | Suspendido             | Suspendido             | Suspendido             | Suspendido             | Suspendido             |
| 2014                   | Se retiró              | Se retiró              | Se retiró              | Se retiró              | Se retiró              | Se retiró              | Se retiró              |
| Total                  | 1/5                    | 3                      | 1                      | 1                      | 1                      | 2                      | 2                      |

### Copa Solidaridad de la AFC
| Copa Desafío de la AFC | Copa Desafío de la AFC | Copa Desafío de la AFC | Copa Desafío de la AFC | Copa Desafío de la AFC | Copa Desafío de la AFC | Copa Desafío de la AFC | Copa Desafío de la AFC |
| Año                    | Ronda                  | J                      | G                      | E                      | P                      | GF                     | GC                     |
| ---------------------- | ---------------------- | ---------------------- | ---------------------- | ---------------------- | ---------------------- | ---------------------- | ---------------------- |
| 2016                   | Cuarto lugar           | 4                      | 1                      | 1                      | 2                      | 7                      | 7                      |
| Total                  | 1/1                    | 4                      | 1                      | 1                      | 2                      | 7                      | 7                      |

## Últimos partidos y próximos encuentros
Actualizado al último partido jugado el 10 de junio de 2025
| Fecha      | Ciudad       | Local          | Resultado | Visitante      | Competición                      |
| ---------- | ------------ | -------------- | --------- | -------------- | -------------------------------- |
| 26-03-2024 | Yeda         | Brunéi         | 3:2       | Vanuatu        | FIFA Series 2024                 |
| 08-06-2024 | Seri Begawan | Brunéi         | 1:0       | Sri Lanka      | Partido amistoso                 |
| 11-06-2024 | Seri Begawan | Brunéi         | 1:0       | Sri Lanka      | Partido amistoso                 |
| 06-09-2024 | Seri Begawan | Brunéi         | 3:0       | Macao          | Clasificación Copa Asiática 2027 |
| 10-09-2024 | Taipa        | Macao          | 0:1       | Brunéi         | Clasificación Copa Asiática 2027 |
| 08-10-2024 | Seri Begawan | Brunéi         | 0:1       | Timor Oriental | Clasificación Copa AFF 2024      |
| 15-10-2024 | Chonburi     | Timor Oriental | 0:0       | Brunéi         | Clasificación Copa AFF 2024      |
| 15-11-2024 | Krasnodar    | Rusia          | 11:0      | Brunéi         | Partido amistoso                 |
| 18-11-2024 | Novorosisk   | FC Krasnodar-2 | 3:0       | Brunéi         | Partido Amistoso Híbrido         |
| 25-03-2025 | Al Wakrah    | Líbano         | 5:0       | Brunéi         | Clasificación Copa Asiática 2027 |
| 05-06-2025 | Bangkok      | Brunéi         | 0:1       | Sri Lanka      | Partido amistoso                 |
| 10-06-2025 | Seri Begawan | Brunéi         | 2:1       | Bután          | Clasificación Copa Asiática 2027 |
| 09-10-2025 | Seri Begawan | Brunéi         | -:-       | Yemen          | Clasificación Copa Asiática 2027 |

## Entrenadores
- John Then (1959–71)
- Abdul Karim Pukul &  Ibrahim Yahya (1971)
- Duncan McDowell (1976–81)
- Ibrahim Damit (1982)
- Idris Damit (1983)
- Danny Bergara (1984)
- Oscar Amaro de Silva (1985–87)
- Zainuddin Kassim (1988)
- Dayem Ali (1989)
- Hussein Aljunied (1990–1993)
- Mick Lyons (1993-1995)
- David Booth (1996–1999)
- Mick Jones (2000)
- Zainuddin Kassim (2001)
- Mick Lyons  (2002)
- Karim Bencherifa (2004)
- Mohd Ali Mustafa (2006)
- Kwon Oh-son (2008)
- Vjeran Simunić (2008–2009)
- Mohd Ali Mustafa (2009-2011)
- Dayem Hj Ali (2011)
- Kwon Oh-son (2012-2013)
- Vjeran Simunić (2013-2014)
- Steve Kean (2014)
- Mike Wong (2014-2016)
- Kwon Oh-son (2016)
- Stephen Ng (2017)
- Kwon Oh-son (2018)
- Robbie Servais (2019)
- Paul Smalley (2019-2020)
- Mohd Ali Mustafa (2020)
- Aminuddin Jumat (2020)
- Ameer Lani (2020)
- K.Rajagopal (2020-2022)
- Rosanan Samak (2022)
- Mario Rivera Campesino (2022-2024)
- Rui Capela (2024)
- Vinícius Eutrópio (2024-presente)

## Jugadores

### Última convocatoria
Lista de jugadores para el partido ante Líbano de marzo de 2025.
| No. | Pos. | Jugador                        | Fecha de nacimiento (edad)         | Apa. | Goles | Club       |
| --- | ---- | ------------------------------ | ---------------------------------- | ---- | ----- | ---------- |
| 1   | POR  | Haimie Abdullah Nyaring        | 31 de mayo de 1998 (27 años)       | 25   | 0     | DPMM FC    |
| 18  | POR  | Ishyra Asmin Jabidi            | 9 de julio de 1998 (26 años)       | 2    | 0     | DPMM FC    |
| 20  | POR  | Wardun Yussof                  | 14 de septiembre de 1981 (43 años) | 20   | 0     | Kasuka FC  |
|     |      |                                |                                    |      |       |            |
| 2   | DEF  | Afi Aminuddin                  | 9 de octubre de 1991 (33 años)     | 19   | 0     | Kasuka FC  |
| 3   | DEF  | Wafi Aminuddin                 | 20 de agosto de 2000 (24 años)     | 13   | 1     | DPMM FC    |
| 5   | DEF  | Wafiq Danish Hasimulabdillah   | 13 de enero de 2005 (20 años)      | 0    | 0     | Kasuka FC  |
| 12  | DEF  | Syafiq Safiuddin Abdul Shariff | 16 de julio de 2002 (22 años)      | 7    | 1     | DPMM FC    |
| 14  | DEF  | Amirul Aizad Zaidi             | 29 de julio de 2002 (22 años)      | 0    | 0     | Indera SC  |
| 19  | DEF  | Azrin Danial Yusra             | 11 de febrero de 2006 (19 años)    | 0    | 0     | DPMM II FC |
| 21  | DEF  | Nazry Aiman Azaman             | 1 de julio de 2004 (20 años)       | 6    | 1     | DPMM FC    |
| 22  | DEF  | Hanif Hamir                    | 22 de febrero de 1997 (28 años)    | 20   | 0     | DPMM FC    |
| 23  | DEF  | Abdul Wadud Ramli              | 18 de marzo de 1999 (26 años)      | 2    | 0     | MSSP DB    |
|     |      |                                |                                    |      |       |            |
| 4   | MED  | Hanif Farhan Azman             | 2 de noviembre de 2000 (24 años)   | 10   | 0     | DPMM FC    |
| 6   | MED  | Azwan Saleh                    | 6 de enero de 1988 (37 años)       | 36   | 3     | DPMM FC    |
| 7   | MED  | Alinur Rashimy Jufri           | 12 de junio de 2000 (25 años)      | 10   | 0     | Kasuka FC  |
| 8   | MED  | Nazirrudin Ismail              | 27 de diciembre de 1998 (26 años)  | 18   | 1     | DPMM FC    |
| 13  | MED  | Amin Sisa                      | 2 de enero de 1998 (27 años)       | 4    | 0     | Indera SC  |
| 15  | MED  | Faturrahman Embran             | 22 de agosto de 1999 (25 años)     | 6    | 0     | DPMM FC    |
| 16  | MED  | Abdul Hariz Herman             | 24 de septiembre de 2000 (24 años) | 11   | 1     | DPMM FC    |
| 17  | MED  | Syafiq Hilmi Shahrom           | 3 de abril de 2006 (19 años)       | 0    | 0     | Kasuka FC  |
|     |      |                                |                                    |      |       |            |
| 9   | DEL  | Hariz Danial Khallidden        | 1 de noviembre de 1996 (28 años)   | 13   | 0     | DPMM FC    |
| 10  | DEL  | Adi Said                       | 15 de octubre de 1990 (34 años)    | 29   | 7     | Kasuka FC  |
| 11  | DEL  | Asri Aspar                     | 17 de enero de 1996 (29 años)      | 2    | 0     | Kasuka FC  |